# Кахконг (провінція)
Кахконг (кхмер. កោះកុង) — провінція (кхает) Камбоджі. Столиця — місто Кахконг.

## Географія
Провінція лежить на крайньому південному заході Камбоджі. Кахконг має довгу незабудовану берегову лінію та гористий, лісистий та малопрохідний внутрішній ландшафт, який включає частину Кардамонових гір, найбільший національний парк Камбоджі Ботум Сакор і частину національного парку Киріром.

## Історія
З 1795 по 1904 рік територія перебувала під адміністрацією Сіаму. Під час правління короля Монгкута місто Кахконг було перейменовано на Патчан Кхірі Кхет. У 1904 році регіон і місто Трат були передані Французькому Індокитаю в обмін на вивід французьких військ із Чантхабурі. У 1907 році Трат було повернуто Сіаму в обмін на сіамську провінцію Внутрішня Камбоджа, тоді як Кахконг залишився частиною Французької Камбоджі.
Після звільнення Камбоджі від червоних кхмерів у 1979 році провінція Кахконг була досить малонаселеною. Після того, як національний уряд заохотив людей жити тут, відбувся приплив людей. За оцінками, середньорічні темпи зростання у Кахконгу становить 16 %, що спричинило тиск на мангрові ресурси в провінції.

## Райони
Провінція поділяється на шість районів і один муніципалітет:
| код ISO | Район                       | Кхмерська назва |
| ------- | --------------------------- | --------------- |
| 09-01   | Ботум Сакор                 | ស្រុកបទុមសាគរ       |
| 09-02   | Кірі Сакор                  | ស្រុកគិរីសាគរ        |
| 09-03   | Кахконг                     | ស្រុកកោះកុង          |
| 09-04   | Муніципалітет Хемарак Фумін | ក្រុងខេមរភូមិន្ទ      |
| 09-05   | Мондоль Сейма               | ស្រុកមណ្ឌលសីមា       |
| 09-06   | Срае Амбель                 | ស្រុកស្រែអំបិល        |
| 09-07   | Тхма Банг                   | ស្រុកថ្មបាំង         |